# Asociación Interétnica de Desarrollo de la Selva Peruana
La Asociación Interétnica de Desarrollo de la Selva Peruana (AIDESEP) es la organización que agrupa a los pueblos indígenas de la Amazonía del Perú, a través de sus 9 organizaciones regionales de base, articulando esfuerzos por la defensa y el respeto de sus derechos colectivos. La organización reúne a 109 federaciones de 1809 comunidades, en las que viven más de 650 000 personas agrupadas en 64 pueblos indígenas amazónicos del Perú y 19 familias lingüísticas.

## Historia
El Decreto Ley n. º 20653 Ley de Comunidades Nativas del 18 de junio en 1974, en su artículo 11 permitió que los territorios de todos los pueblos de la amazonía peruana sean declarados inalienables, imprescriptibles e inembargables. Esta ley propició también la creación de las primeras organizaciones indígenas.
A inicios de los años 70, surge un movimiento representativo de la Amazonía peruana, protagonizado por los propios indígenas. Los iniciadores de este movimiento fueron las organizaciones de los pueblos asháninka, con su Central de Comunidades Nativas de la Selva Central (CECONSEC); shipibo, con su Federación de Comunidades Nativas de Ucayali (FECONAU) y awajún (aguaruna), con su Consejo Aguaruna y Huambisa (CAH) entonces liderado por Evaristo Nugkuag. Estos tres pueblos indígenas amazónicos fundaron en 1979 el Comité de Coordinación de las Comunidades Nativas de la Selva Peruana (COCONASEP), y al año siguiente, a comienzos de la década de los 80, crearon la Asociación Interétnica de Desarrollo de la Selva Peruana (AIDESEP).
En 1986, AIDESEP recibió el Premio Nobel Alternativo de la Paz, junto al Consejo Aguaruna – Huambisa y la Coordinadora de las Organizaciones Indígenas de la Cuenca Amazónica (COICA), por sus esfuerzos y los riesgos enfrentados para la liberación de miembros del pueblo ashaninka que había sido esclavizados por ex hacendados de la provincia de Atalaya en Ucayali.
En la década de los 90, en el contexto del conflicto armado interno, AIDESEP se enfrentó a intentos externos de disolución y conflictos internos, los cuales fueron superados con éxito. Así mismo, en esa época el pueblo ashaninka constituyó su propio ejército para expulsar al terrorismo y el narcotráfico de la selva central y en 1991 se dio la protesta masiva denominada “El Ucayalazo” contra la represión a los pueblos indígenas. En 1993, se promulga la nueva Constitución Política del Perú en el gobierno fujimorista, en la cual se retiró el carácter inalienable y enajenable de los territorios indígenas contemplado en al constitución de 1979.

## Órgano de dirección y gestión
Es elegido cada 3 años en una Asamblea Nacional, donde participan los representantes de todas las organizaciones indígenas amazónicas del Perú. El actual Consejo fue elegido en la ciudad de Pucallpa el 9 de agosto de 2021 y sus funciones terminarán el 31 de diciembre de 2026. El Consejo Nacional Ampliado se reúne cada 6 meses y participan los representantes de cada organización regional indígena. En estas reuniones se toman las principales decisiones sobre las líneas políticas de la organización.

#### Consejo Directivo Nacional
La dirección de AIDESEP, para el periodo 2021-2026, está conformada por:
- Presidente: Jorge Pérez Rubio (pueblo Murui-Muinani).
- Vicepresidente: Miguel Guimaraes (pueblo Shipibo - Ucayali)
- Secretaria: Tabea Casique (pueblo Asheninka)
- Tesorero: Julio Cusirichi (pueblo Shipibo)
- Primera Vocal: Teresita Antazú (pueblo Yanesha).
- Segunda vocal: Nelsith Sangama (pueblo Kichwa)

## Organizaciones regionales descentralizadas
Actualmente, las bases de AIDESEP se agrupan en 9 organizaciones regionales, cada una agrupando sus propias federaciones y comunidades, abarcando todo el territorio de la Amazonía peruana. Las 9 organizaciones regionales son:
- ARPI SC - Asociación Regional de los Pueblos Indígenas de la Selva Central.
- CODEPISAM - Coordinadora de Desarrollo de los Pueblos Indígenas de la región San Martín.
- COMARU - Consejo Machiguenga del Río Urubamba.
- CORPI SAN LORENZO - Coordinadora Regional de Pueblos Indígenas Región San Lorenzo.
- CORPIAA - Coordinadora Regional de los Pueblos Indígenas de AIDESEP Atalaya.
- FENAMAD - Federación Nativa del Río Madre de Dios y Afluentes.
- ORAU - Organización Regional AIDESEP Ucayali.
- ORPIAN P - Organización Regional de Pueblos Indígenas de la Amazonía Norte del Perú.
- ORPIO - Organización Regional de Pueblos Indígenas del Oriente.